# Weißt was geil wär…?!
Weißt was geil wär…?! ist ein Jugendfilm von Mike Marzuk aus dem Jahre 2007.

## Handlung
Die beiden Freunde Tommy und Heinz sind Studenten, aber den Hörsaal der Universität kennen sie nur aus Erzählungen. Ihre Tage verbringen sie gammelnd im tristen Trott zwischen Cornflakes mit saurer Milch, Salami-Pizza und Computerspielen. Eigentlich träumen sie davon, einmal großes Kino zu machen, aber da ja auch das mit Arbeit verbunden wäre, wird aus der großen Filmkarriere erst mal gar nichts.
Dafür aber ist zumindest Herzensbrecher Heinz schon mal ziemlich gut darin, sich als Filmschaffender auszugeben, um bei den Frauen besser anzukommen. Auf einer Party lernt Heinz die Seriendarstellerin Marie kennen. Auch sie fällt auf den Schwindel herein und landet mit dem vermeintlichen Regisseur im Bett. So könnte es
ewig weitergehen. Faulenzen, Futtern, Feiern, Frauen – ein ewig gleicher Kreislauf.
Doch da ist ja noch diese Idee, der Traum vom eigenen Film. Einem echten Kassenknüller, Genre egal, Hauptsache keine Beziehungsschnulze. Das möchten Tommy und Heinz dann doch mal probieren. Aber ihnen fehlt das Geld. Ihre Gegenmaßnahme: Sie beschließen, jemanden in ihre Wohnung zu holen, um mit den Mieteinnahmen den Film zu finanzieren. Dafür machen sie das, was vermeintliche Filmleute am besten können: ein Mitbewohner-Casting. Es kommen mehrere Bewerber in Frage. Schließlich entscheiden sie per Schnick-Schnack-Schnuck und die angehende Schauspielschülerin Lisa zieht ein. Sie hat gerade ihren Freund verlassen, den sie in flagranti mit Annabel, der Ex-Freundin von Tommy, erwischt hat.
Lisa ist das Gegenteil der beiden trägen Maulhelden. Sie redet nicht nur, sie ist eine Frau der Tat. Während Tommy und Heinz noch überlegen, in welcher Reihenfolge sie im Abspann des Films genannt werden, bringt Lisa die beiden schon zu ersten Probeaufnahmen für ihr nächstes Casting.
Und ganz nebenbei verdreht sie vor allem Tommy den Kopf. Der hängt eigentlich noch immer an seiner Ex-Freundin. Lisa mit ihrer frischen und offenen Art kommt da genau zum richtigen Moment. Schluss mit alten Beziehungen, endlich einen Neuanfang wagen. Die beiden kommen sich langsam näher, aber keiner macht den entscheidenden ersten Schritt, keiner gesteht seine Gefühle. Tommy ist hin- und hergerissen. Einerseits hat er noch immer Annabel im Hinterkopf, andererseits hat er sich längst in Lisa verliebt.
Und genau in dieser Situation meldet sich seine alte Liebe nach langer Funkstille wieder bei ihm. Tommy erkennt: Auch wenn die Hoffnung zuletzt stirbt, sie stirbt. Er entscheidet sich für Lisa. Als er nach dem finalen Treffen mit Annabel nach Hause kommt und Heinz und Lisa stöhnen und schreien hört, bricht für ihn eine Welt zusammen. Schon immer war ihm klar, dass Heinz auch hinter Lisa her ist. Er zieht Hals über Kopf zu seinem schwulen Freund Bruno.
Was er nicht weiß: Die beiden haben nur ein wenig geprobt und die berühmte Orgasmusszene aus dem US-amerikanischen Film Harry und Sally nachgespielt.

## Kritiken
„Es entspinnt sich das übliche Gefühlswirrwarr zwischen allen Beteiligten […] Die im Film integrierte Kritik an der heimischen Beziehungskistenproduktion bleibt indes zahnlos. […] Trotzdem sollte der von seinen unverbrauchten Darstellern gut gespielte Film ein junges Stadtpublikum dazu bringen können, der Frage "Weißt, was geil wär…?!" ernsthaft interessiert nachzugehen.“

„[…] Manche Regieeinfälle wie der immer wieder unvermutet auftauchende Gitarrenspieler sind richtig gut. Inhaltlich kann die Twentysomething-Komödie allerdings weniger überzeugen, ein ums andere Mal hat man das überdeutliche Gefühle, die ganzen Verwicklungen schon einmal anderswo und zugespitzter gesehen zu haben. Und irgendwie hat man das Gefühl, dass gerade bei dem Film-im-Film-Thema deutlich mehr an Unterhaltung drin gewesen wäre.“

„Ein Film voller Unzulänglichkeiten, der bestenfalls einige Seitenhiebe auf die Münchner Filmszene bietet, sich aber vor allem durch Unbedarftheit auszeichnet.“

## Auszeichnungen
2008 erhielt Mike Marzuk den New Faces Award für den besten Debütfilm.